# 胡智 (北朝)
胡智（?—?），安定郡临泾县（今宁夏回族自治区固原市彭阳县）人，东魏孝静帝元善见的生母，清河王元亶的夫人，胡宁的女儿，灵太后的堂侄女。
龙门石窟西山火烧洞西壁南段有胡智等人的造像记，其全文为：□□（孝昌或正光）年七月十□日，清信女佛弟子清河王妃胡智，敬造释迦像一区，愿国祚无疆，四海安宁，离苦常乐。弟子元善见侍佛。弟子元敬孙侍佛。弟子□仲华侍佛。